# QSO B0038+328
QSO B0038+328 és un quàsar situat a la constel·lació del Llangardaix.